# Eleider Álvarez
Eleider Álvarez est un boxeur colombien né le 8 avril 1984 à Apartado.

## Carrière

### Débuts professionnels et titres continentaux
Il se fait remarquer lors des jeux pan-américains en 2007 lorsqu’il met KO le cubain Yusiel Napoles en finale. Le vice-président de GYM, Bernard Barré, s’empresse de le convaincre de choisir le Québec comme terre d’accueil. Alvarez et son compatriote évoluant en poids lourds Oscar Rivas prennent discrètement la direction de Montréal et signe leur premier contrat professionnel en 2008
Entraîné par Marc Ramsay, il devient champion d'Amérique du Nord NABO des poids mi-lourds en 2011 dès son septième combat professionnel et s'empare de la ceinture nord-américaine NABA en 2013. Il bat ensuite aux points le vétéran Edison Miranda dans un affrontement entre puissants frappeurs colombiens puis l’invaincu sud-africain Ryno Liebenberg au Casino de Monte Carlo pour remporter la ceinture WBC Silver.

### Prétendant mondial
Le 12 juin 2015, à l'occasion de l'évènement Premier Boxing Champions organisé à Chicago, Alvarez bat en moins de deux reprises l’ukrainien Anatoliy Dudchenko. Deux mois plus tard, il fait face à une solide opposition au Centre Bell contre le cogneur paraguayen Isidro Ranoni Prieto. Au terme d’une véritable bagarre, le québécois d’adoption est déclaré vainqueur aux points par décision unanime.
Le 28 novembre 2015 au Centre Vidéotron de Québec, il prend la mesure de l’aspirant mondial issu du Malawi Isaac Chilemba par décision majoritaire dans un important duel éliminatoire pour le titre WBC des mi-lourds. Le 29 juillet suivant, il doit combattre l'ancien champion du monde américain Chad Dawson mais le combat est annulé à cause d'une blessure de Dawson à l'entrainement. Un autre boxeur moins expérimenté, Robert Berridge, prend sa place. Alvarez gagne par décision unanime.
Sept mois plus tard, il défend son titre d'aspirant obligatoire face à l'ancien champion du monde Lucian Bute afin d'obtenir un combat pour le titre WBC détenu par Adonis Stevenson. Alvarez gagne par KO au 5e round après un combat serré sur les cartes des juges mais il doit finalement encore attendre avant de se mesurer à Stevenson. En remplacement, il affronte Jean Pascal le 3 juin 2017 qu'il bat par décision majoritaire. 

### Championnats du monde
Le combat contre Stevenson ne parvenant pas à se faire, Eleider Álvarez se tourne vers la WBO et obtient sa première chance mondiale face au champion russe Sergey Kovalev le 4 août 2018. Le duel, diffusé sur les ondes de HBO, est serré mais a l'avantage de Kovalev jusqu'au moment où Alvarez le met au tapis au 7e round. Kovalev se relève mais retombe dans le même round deux autres fois et Álvarez devient ainsi champion WBO des poids mi-lourds .
Sergey Kovalev prend la clause de combat-revanche prévue à son contrat. Ce combat est retransmis sur les ondes d'ESPN le 2 février 2019 au Ford Center de Frisco, au Texas. Kovalev s'impose cette fois aux points.
Le 22 août, Eleider Alvarez s'incline par KO contre l'américain Joe Smith. Il perd ainsi la chance de reconquérir le titre WBO.